# Dafür lebe ich
Dafür lebe ich ist ein von Freddy Quinn komponierter und 1985 veröffentlichter Schlager, dessen Text von Curt Weiner geschrieben worden war.

## Entstehung
Die Musik des Liedes stammt von Freddy Quinn, den Text schrieb Curt Weiner. Bei der Gesellschaft für musikalische Aufführungs- und mechanische Vervielfältigungsrechte ist als Originalverlag die Esperanza Mv Frank Oldenburg e.K. eingetragen. Das Lied trägt die GEMA-Werk.-Nummer 1834236-001. Der Arrangeur war John O’Brien-Docker, Produzent war Jimmy Bowien und Aufnahmeingenieur war Gert Hauke.
An der Aufnahme waren John O’Brien-Docker (Dirigent), Brigitte Duncklau, Uni Duncklau, Jane Comerford und Heiko Efferts (jeweils Begleitgesang), Nils Tuxen (Dobro, Akustische Gitarre, E-Gitarre, Stahlgitarre), Jürgen Kumelhn (Akustische Gitarre, E-Gitarre), Thissy Thiers (E-Bassgitarre), Dicky Tarrach (Schlagzeug, Perkussion/Schlagzeug) und Claus-Robert Kruse (Tasteninstrumente) beteiligt.

## Liedtext
Das Lied beginnt mit einem Chor, der folgende Phrase singt: „Auf der Straße meines Lebens bleibe ich manchmal steh’n und ich denke so für mich: ‚Dafür lebe ich. Dafür lebe ich.‘“ Im Anschluss an diesen Chorgesang singt Freddy Quinn, für was er lebt: „für meine Welt der Bühne und der Lieder“, für harte, aber gerechte Kritik für Ideale, Ziele und Eigenschaften wie Ehrlichkeit, Verständnis und Gefühle. Er lebe für „Freunde, die für ihn durchs Feuer gehen und ihn akzeptieren, wie er ist“ sowie für die Zukunft der Zirkusleute und alle „fremden Länder“, die „Heimat waren irgendwann“. Er lebe dafür, dass sie ihm sage: „Ich liebe dich“ und für „jedes Wort, das hilft, sich zu verstehen“, für jede Frage, die ein Kind ihn stelle, dafür, Fehler einzusehen und das Glück nicht mit Gewalt zu jagen.

## Veröffentlichung
Allein mit mir ist auf dem 43. Studioalbum Quinns zu finden, das 1985 unter dem Titel Nicht eine Stunde tut mir leid im Musiklabel Polydor auf Schallplatte (Nummer: 827 454-1) veröffentlicht wurde. Das phonographische Copyright lag bei der Deutschen Grammophon GmbH, die Aufnahmen erfolgten im Studio Hamburg und im Musikstudio M1. Dasselbe Album wurde im selben Jahr auf Compact Disc (Nummer: 827 454-2) veröffentlicht, wobei die Herstellung durch Polygram und die Veröffentlichung durch Esperanza erfolgte.
Im Jahr darauf war das Lied auf dem Kompilationsalbum Ein Abend mit Freddy Quinn, das im Musiklabel Polydor unter der Katalognummer 831 018-1 erschien. Diese Veröffentlichung geschah unter der Rechtegesellschaft Gesellschaft für musikalische Aufführungs- und mechanische Vervielfältigungsrechte. 2019 war das Lied auf dem Boxset Freddy Quinn, das auf Compact Disc als Dreifachalbum erschien. Es erschien im Musiklabel Electrola unter der Katalognummer 06025 0823380 im Rahmen der Albenserie Electrola… Das Ist Musik!. Zudem was das Lied auf dem Album Gestern – heute, das auf Kompaktkassette im Label Karussell unter der Katalognummer 829 654-4 erschien. Der Vertrieb dieses Albums geschah durch MusiCassetten & Schallplatten Karussell, das phonographisches Copyright lag bei der Polydor International GmbH und der Deutschen Grammophon GmbH. Der Druck geschah durch Wilhelm Schröer & Co.